# Maz Kanata
Maz Kanata és un personatge de ficció de la saga de “La guerra de les galàxies” interpretat per Lupita Nyong'o, que apareix per primer cop l'any 2015 a la pel·lícula “Star Wars episodi VII: El despertar de la força”. És una dona pirata que ha viscut al llarg de més de mil anys en un castell, del qual és la propietària. Aquest es considera la seu de viatgers i persones dedicades al contraban, entre d'altres, i es troba a Takodana, el seu planeta natal. L'existència d'aquest personatge va ser revelada per primer cop en un article de la revista “Vanity Fair” el maig de l'any 2015.

## Història
Maz Kanata va néixer al planeta Takodana més d'un mil·lenni abans del conflicte entre la Primera Ordre i la Resistència. En aquells temps, era una dona sensible a la Força que va aprendre a viure i prosperar a l'inframon criminal de la galàxia, és a dir, al simbòlic món subterrani d'aquesta. Residia i resideix en un castell al costat d'un llac al seu planeta natal, que era casa de l'antic droide de protocol ME-8D9, amb el sobrenom d'“Emmie”
Anys més tard, al llarg de la seva estada a Takodana, es va casar, però el matrimoni no va durar gaire.
Mil anys abans del conflicte entre la Primera Ordre i la Resistència, Maz Kanata es va convertir en una "reina pirata", donant crèdits, equipament i connexions a joves dedicats al contraban.
Kanata va passar segles de la seva vida viatjant per la galàxia, col·leccionant antiguitats i altres tresorss.
Maz Kanata va adquirir i conèixer la seva connexió amb la Força amb membres de l'Ordre Jedi, fet que la va protegir del perill. Però després que Darth Sidious ascendís al poder, que es formés l'Imperi Galàctic, i que tots els Jedi fossin executats, Maz Kanata va mantenir les seves habilitats com un secret.
Quan Sidious, l'antic emperador, va ser assassinat per l'ex-Jedi Anakin Skywalker durant la batalla d'Endor, Maz Kanata es va tornar a sentir còmode compartint la seva sensibilitat a la Força.
Després que l'Imperi Galàctic es retirés, Maz Kanata va atorgar la llibertat als pilots i es va retirar. Durant el temps que no va estar activa, Maz Kanata, va explicar a Emmie que el seu cor no estava en pau, i per tant, la Força estava desequilibrada.
Al llarg dels anys següents, Luke Skywalker, el darrer Jedi restant, va començar a entrenar una nova generació de guerrers, però va desaparèixer quan Kylo Ren va assassinar els seus Jedi.
Amb la desaparició de Luke va tenir lloc el renaixement de l'Imperi, amb Kylo Ren cada cop més poderós. És en aquesta nova etapa quan Maz Kanata adquireix en un dels seus viatges el sabre làser de Luke Skywalker i es torna a instal·lar al castell que es converteix en un lloc de referència per tots aquells que formen part del món del contraban a la galàxia.
És llavors quan Han Solo, Rey i Finn arriben al castell on Maz Kanata descobreix que no ha desaparegut del tot el poder de la Força, ja que Rey el posseeix.
En una batalla contra les tropes de la Primera Ordre, l'actual Imperi Galàctic, que es lliura després que la capital de la República hagi sigut destruïda, Maz Kanata dona l'espasa làser a Han Solo i a Finn per tal que la facin arribar a Rey, qui en finalitzar la batalla és segrestada per Kylo Ren.

## Inspiració
Segons les explicacions que J.J. Abrams va donar per primer cop en una entrevista a "The Palisadian Post", Maz Kanata va ser creada fent servir com a font d'inspiració a la professora d'anglès que J.J. Abrams, i 15 anys abans que aquest, el dissenyador de producció de "La guerra de les galàxies", Rick Carter, van tenir a l'institut de secundària "Paladises Charter" a Califòrnia. Ella, coneguda amb el sobrenom de "Mama G" entre els seus alumnes, es deia Rose Gilbert.
La Rose Gilbert va exercir al centre mencionat amb anterioritat, des de la seva obertura (l'any 1961) fins a l'any que va decidir retirar-se (l'any 2013), a l'edat de 94 anys, poc abans de la seva mort el 16 de desembre d'aquell mateix any a l'edat de 95 anys. Com confirma J.J. Abrams en una entrevista a "The Hollywood Reporter", és d'aquest fet d'on prové la inspiració que fa que el personatge de ficció posseeixi eternitat i saviesa. Però, també existeixen altres similituds entre el caràcter de la professora i el del personatge, per exemple, els seus alumnes la recorden pel seu esperit fogós i extravertit, i pel seu treball com a docent, animant a la lectura i la curiositat. A més, en l'àmbit físic, les ulleres de la Rose Gilbert són similars en mida i aspecte a les de Maz Kanata.
Segons "The Washington Post" va ser considerada la professora a jornada completa més gran de tot el districte unificat de Los Angeles ("L.A. Unified School District").
El mateix J.J. Abrams admet que li hagués agradat que la professora hagués vist la seva pel·lícula, per mostrar-li com la seva influència personal va quedar reflectida al personatge. A més, explica que mentre experimentaven moltes aparences i estils abans de determinar el disseny final del personatge, la Rose Gilbert sempre va estar al centre de la inspiració de Maz Kanata. Ell i en Rick Carter havien desitjat contactar amb ella i mostrar-li el que estaven fent, però va morir mentre encara estaven preparant la pel·lícula. Ambdós van assistir al funeral de la Rose Gilbert el gener del 2014.

## Creació
L'equip d'ILM (Industrial Light & Magic), liderat per Roger Guyett, és qui ha proporcionat nous personatges a cada episodi de la saga de "La guerra de les galàxies", entre molts altres aspectes. Mentre que el grup d'efectes especials de Neal Scanlan, també hi ha col·laborat des del seu àmbit de treball.
Lògicament, no tots els personatges podien ser interpretats físicament, i J.J. Abrams no tenia cap inconvenient en fer servir actors completament digitals, però sempre basats en l'actuació d'actors reals. Com és el cas de la Maz Kanata, un personatge creat a través del CGI (sistema d'imatge generada per ordinador) i interpretat per Lupita Nyong'o a través del sistema de captura de moviments.
El procés de creació d'aquest ésser va començar amb el disseny i la realització d'una maqueta del seu aspecte físic, que, posteriorment va ser escanejada. A partir d'aquesta maqueta, van poder ser creats els seus músculs i l'estructura dels seus ossos de forma digital. En l'àmbit de l'actuació, Lupita Nyong'o va ser escanejada fent servir el sistema de captura facial Medusa ("Medusa Performance Capture"), desenvolupat per Disney Research a Zúric, que consisteix en una plataforma mòbil de càmeres i llums combinada amb un programa que pot reconstruir les cares de l'actor, tant les fixes com les que es troben en ple moviment, sense utilitzar els tradicionals punts de captura de moviment. Aquest sistema crea una galeria de cares abans de la fotografia principal, que s'anomena l'espai d'expressió.
Al rodatge l'actriu actua amb uns punts blancs a la cara, anomenats marcadors, ja que, un cop gravada l'escena, els artistes digitals rastregen la posició dels marcadors a l'espai i lliguen un esquelet d'un personatge digital a aquests punts. A més, els marcadors es fan servir per completar les seves expressions a dins de la galeria de figura de l'ILM.
Per acabar de perfilar la interpretació del personatge, ILM fa servir un sistema de captura facial per capturar l'actuació de la Lupita Nyong'o, i, després, convertir-la a través de Medusa a un model de personatge. Posteriorment, li entreguen aquest a l'equip més qualificat d'ILM en l'àmbit de personatges d'animació, que són els que poleixen l'actuació final d'aquest.
Una curiositat sobre aquest tema és que Andy Serkis, qui ja havia interpretat a Gòl·lum a "El Senyor dels Anells" o a Cèsar a "El planeta dels simis" fent servir aquest sistema tecnològic, va assessorar Lupita Nyong'o al llarg de tots els rodatges de la primera pel·lícula on apareixia el personatge de Maz Kanata, perquè no se sentís intimidada per la tecnologia, ja que era la seva primera experiència en aquest treball.

## Aparicions

### Pel·lícules
- “Star Wars episodi VII: El despertar de la força” (primera aparició, 2015)
- “Star Wars episodi VIII: Els últims Jedi” (2017)
- “Star Wars episodi IX: L'ascens de Skywalker” (2019)[10]

### Sèries d'animació
- “Lego Star Wars: Les Aventures dels Freemakers” - Temporada 1 (2016)
- “Star Wars: Forces del destí” - Temporada 1 (2017)[11]
- “Lego Star Wars: Les Aventures dels Freemakers” - Temporada 2 (2017)
- “Star Wars Rebels” - “Un Món entre Mons” (capítol 13, temporada 4: només apareix la seva veu, 2018)
- “Star Wars: Forces del destí” - Temporada 2 (2018)[12][10]

### Videojocs
- “Lego: Star Wars el despertar de la força” (2016)[13]

### Jocs
- Lego Star Wars: “Batalla a Takodana”[14]
- Hasbro Star Wars - El despertar de la força: “Trobada a Takodana - 4 figures d'acció”[15]

### Llibres
- “The Face of Evil” (llibre, on es va fer el primer esment de la Maz Kanata, escrit per Landry Q. Walker, 2015)[16]
- “Star Wars: El despertar de la força” (novel·la juvenil escrita per Alan Dean Foster, 2015)[17]

## Teories
En un dels tràilers de la pel·lícula de "Star Wars episodi VII: El despertar de la força" apareixia una escena de la Maz Kanata, on es podia veure a aquest personatge donant-li el primer sabre làser del Luke a la Rey. Aquesta va ser eliminada perquè, segons va declarar J.J. Abrams al seu moment: "Maz solia continuar juntament amb els personatges de retorn a la base de la Resistència, però ens vam adonar que realment ella no tenia res rellevant a fer allà, excepte estar asseguda al voltant".
Però aquesta no va ser l'única escena eliminada. J.J. Abrams també va decidir eliminar una escena en la qual la Maz Kanata estava lluitant contra un grup de Stormtroopers. Concretament, els Stormtroopers anaven cap a la part inferior del castell de la Maz Kanata i ella utilitzava els seus poders per col·lapsar el sostre i detenir-los.
A partir del que aquestes dues escenes revelaven, es van crear incògnites com: Maz fent servir els seus poders? Quins? Qui és ella, en veritat? Per ventura era Maz Kanata, en algun moment de la seva vida, una Jedi? O potser una Sith que va abandonar el costat fosc?
A la pel·lícula Maz Kanata clarament diu: "Jo no sóc una Jedi, però sí que conec la Força", i sabem que pot sentir-la, però més enllà d'això, aquestes escenes que J.J. Abrams va eliminar suggereixen que més que sentir-la té certes habilitats amb la Força. És clar, que Maz Kanata ha viscut centenars d'anys, per tant, pot haver fet moltes coses en la seva vida, i inclús aprendre la forma d'envellir molt lentament fent servir la Força, per tant, podria ser immortal.
D'altra banda, un fan podria haver descobert un cameo ocult de Maz Kanata a la pel·lícula de "Star Wars episodi I: L'Amenaça fantasma". Oficialment, Maz Kanata es tracta d'un personatge completament nou que va aparèixer, per primera vegada, a "Star Wars episodi VII: El despertar de la força", però després d'observar la foto que aquest fan va utilitzar com a prova d'aquesta existència, es va crear la teoria que deia que aquest personatge s'havia pensat des de feia molt de temps i que, com ja ha fet altres cops Pixar, va tenir un cameo.
La imatge que aquest fan va fer servir, es tracta d'una figura que es pot trobar a l'habitació de l'Anakin Skywalker a l'escena d'abans que marxi per convertir-se en Jedi. Els que donen suport a aquesta especulació afirmen que al llarg de la pel·lícula, Han Solo descriu a la Maz Kanata com un extraterrestre de més de mil anys, de manera que podria haver existit durant el temps en què transcorre la trilogia de la preqüela. I que, a més, al llarg de la pel·lícula "Star Wars episodi VII: El despertar de la força" semblava que sabia moltes coses sobre la família Skywalker, pel que podria haver estat present més vegades sense que ningú s'hagués adonat.